# Vinka Kitarović
Vinka Kitarović, nomi di battaglia Lina e Vera (Sebenico, 5 aprile 1926 – Bologna, 26 dicembre 2012), è stata una partigiana jugoslava attiva nella Resistenza italiana.

## Biografia
Iscritta all'Unione della gioventù comunista jugoslava dal 1942, nell'ottobre dello stesso anno venne arrestata a Sebenico dalle forze di occupazione italiane e, dopo quindici giorni di carcere, destinata insieme ad altre due studentesse, Marija Separović e Visnja Gavela, ad un istituto per la rieducazione di minorenni in via della Viola a Bologna. Grazie ad una guardiana antifascista che fece da collegamento con un gruppo di partigiani riuscì a fuggire in occasione del bombardamento del 5 ottobre 1943 insieme a Marija Separović, mentre Visnja Gavela era stata precedentemente liberata.
I partigiani, tra i quali Linceo Graziosi e Giorgio Scarabelli, prospettarono alle ragazze la possibilità di rientrare in Patria oppure di unirsi alla loro lotta in Italia. Vinka e Marija scelsero di salire in montagna nella zona di Monte San Pietro, ma la loro formazione fu presto sciolta a causa di una delazione e le ragazze rientrarono a Bologna e iniziarono a operare nella ricognizione di obiettivi militari strategici da sabotare e nel pedinamento di gerarchi fascisti. Alla fine di gennaio del 1944 Marija fu destinata a Villanova di Castenaso, mentre Vinka entrò a far parte della costituenda 7ª brigata  garibaldina GAP "Gianni" col nome di battaglia "Lina" e, come staffetta, si occupava di trasportare armi, munizioni, ordini e materiale di propaganda.
A giugno venne avvertita di essere ricercata dai fascisti e si trasferì a Modena dove, col nome di "Vera", divenne staffetta del comando della 65ª Brigata Garibaldi "Walter Tabacchi" della 2ª Divisione Modena Pianura, con Italo Scalambra. Alla fine dell'anno fu componente dell'ufficio di collegamento del CUMER (Comando Unico Militare Emilia-Romagna) col compito di individuare la dislocazione dei mezzi corazzati e delle postazioni nemiche, trasmettere ordini alle varie brigate, portare al sicuro compagni e alleati paracadutati.
Il 22 aprile 1945, giorno dell’arrivo degli angloamericani, Vinka Kitarović, appena diciannovenne, si trovava a Modena, già interamente liberata. Venne riconosciuta partigiana combattente dall’8 febbraio 1944, con il grado di capitano.
Dopo la guerra è spesso intervenuta a testimoniare la propria esperienza nella Resistenza e fino alla morte, avvenuta nel 2012, ha fatto parte della presidenza provinciale dell'ANPI di Bologna e dell'Associazione dei perseguitati politici antifascisti (ANPPIA).
A Vinka Kitarović è intitolato presso l'Università di Bologna un premio destinato a tesi di laurea o di dottorato dedicate ai temi centrali del suo impegno civile, ed in particolare la storia dell'emancipazione femminile e dell'impegno delle donne nella lotta per la libertà e nella vita democratica, e la storia dei comportamenti e dei movimenti collettivi dei popoli confinanti nell'Europa moderna e contemporanea. A lei è stata anche intitolata la sala consiliare dell'allora Quartiere San Donato di Bologna, ora Quartiere San Donato-San Vitale.